# John Simon (homme politique)
Pour les articles homonymes, voir John Simon.
John Simon est un homme politique papou-néo-guinéen.

## Biographie
Après l'obtention d'un certificat d'études commerciales et de gestion à l'université de technologie de Papouasie-Nouvelle-Guinée à Lae en 1989, il se lance dans le milieu des affaires, et devient à terme directeur général d'un groupe d'entreprises. Il exerce cette fonction pendant douze ans avant d'entrer en politique.
Aux élections législatives de 2012, il se présente avec succès comme candidat du Parti de l'alliance nationale dans la circonscription de Maprik (dans le Sepik oriental) et entre au Parlement national. Il préside alors la commission parlementaire aux affaires étrangères et à la défense. En janvier 2017 il est élu adjoint au président du Parlement national, succédant à Aide Ganasi (en), mort en fonction,. Réélu député aux élections de 2017, il est nommé ministre fantôme du Commerce, des Industries et du Travail dans l'équipe d'opposition parlementaire menée par Patrick Pruaitch.
En juillet 2018 il quitte les rangs de l'opposition et se joint à la majorité parlementaire du gouvernement de Peter O'Neill, quittant dans le même temps le Parti de l'alliance nationale pour rejoindre le parti Congrès national populaire. Il explique qu'il lui sera plus facile d'obtenir des fonds et des mesures pour le développement de sa circonscription en tant que membre de la majorité au pouvoir,. En juin 2019, le gouvernement O'Neill ayant été contraint à la démission, il change une nouvelle fois de camp et se joint à la majorité du nouveau gouvernement de James Marape, devenant aussi membre du parti de ce dernier, le Pangu Pati. Il est nommé ministre de l'Agriculture. Le nouveau Premier ministre entend étendre les champs de compétence de l'agriculture du pays en vue de doper les exportations vers les marchés asiatiques, et dote le ministre John Simon de trois ministres adjoints à cet effet.
Aux élections de 2022, il est battu dans sa circonscription de Maprik, au 26e tour de décompte des suffrages, par le candidat du Congrès national populaire, Gabriel Kapris, ancien ministre du Commerce et des Industries.